# Liste der Bodendenkmäler in Erlabrunn
Auf dieser Seite sind die Bodendenkmäler in der unterfränkischen Gemeinde Erlabrunn zusammengestellt. Diese Tabelle ist eine Teilliste der Liste der Bodendenkmäler in Bayern. Grundlage ist die Bayerische Denkmalliste, die auf Basis des Bayerischen Denkmalschutzgesetzes vom 1. Oktober 1973 erstmals erstellt wurde und seither durch das Bayerische Landesamt für Denkmalpflege geführt wird. Die folgenden Angaben ersetzen nicht die rechtsverbindliche Auskunft der Denkmalschutzbehörde.

## Bodendenkmäler in Erlabrunn
| Lage                                          | Objekt | Akten-Nr.     | Bild           |
| --------------------------------------------- | --- | ------------- | -------------- |
| (Standort)                                    | Körpergräber vor- und frühgeschichtlicher Zeitstellung. | D-6-6125-0029 |                |
| (Standort)                                    | Mittelalterlicher Burgstall: Burg Falkenberg. | D-6-6125-0082 | weitere Bilder |
| Obere Kirchgasse 6, Büttnergasse 3 (Standort) | Archäologische Befunde im Bereich der frühneuzeitlichen katholischen Pfarrkirche St. Andreas von Erlabrunn mit mittelalterlichem Vorgängerbau und ehemaligem befestigtem Kirchhof. | D-6-6125-0112 | weitere Bilder |